# Trachymene cirrosa
Trachymene cirrosa är en flockblommig växtart som först beskrevs av Aleksandr Andrejevitj Bunge, och fick sitt nu gällande namn av Ferdinand von Mueller. Trachymene cirrosa ingår i släktet Trachymene och familjen flockblommiga växter. Inga underarter finns listade i Catalogue of Life.